# Von Bunge
von Bunge var en tysk-baltisk adelsätt med ursprung från Östpreussen vilken inkom med Friedrich Georg von Bunge (1802-1897) från Ryssland till Estland 1865, och introducerades med nummer 171 på Estlands riddarhus. Ätten introducerades med nummer 327 på Riddarhuset i Riga.

## Historia
Friedrich Bunge,från nuvarande Nesterov, hade sonen Georg Friedrich Bunge (1722–1792), som var apotekare i Tilsit under 1740-talet. Han reste till Ryssland, och blev apotekarmästare i Kiev 1779. 1791 beviljades han ryskt medborgarskap, adlades, och registrerades i adelsmatrikeln i provinsen Kiev. 
Hans son, professor Andreas Theodor von Bunge (1766-1818), flyttade till Estland, medan den yngre brodern Christian Gottlieb von Bunge (1776-1857), blev grundare av den ryska grenen, och yngste brodern Christophor von Bunge (1781-1861), blev professor, och rektor vid Moskvas universitet.

## von Bunge i Estland
Juristen Friedrich Georg von Bunge (1802-1897) var son till professor Andreas Theodor von Bunge (1766-1818) och flyttade 1865 till Estland. Ätten lär fortleva i Estland genom hans ättling Georg Adolf von Bunge (1830-1873).